# Вивітрювання

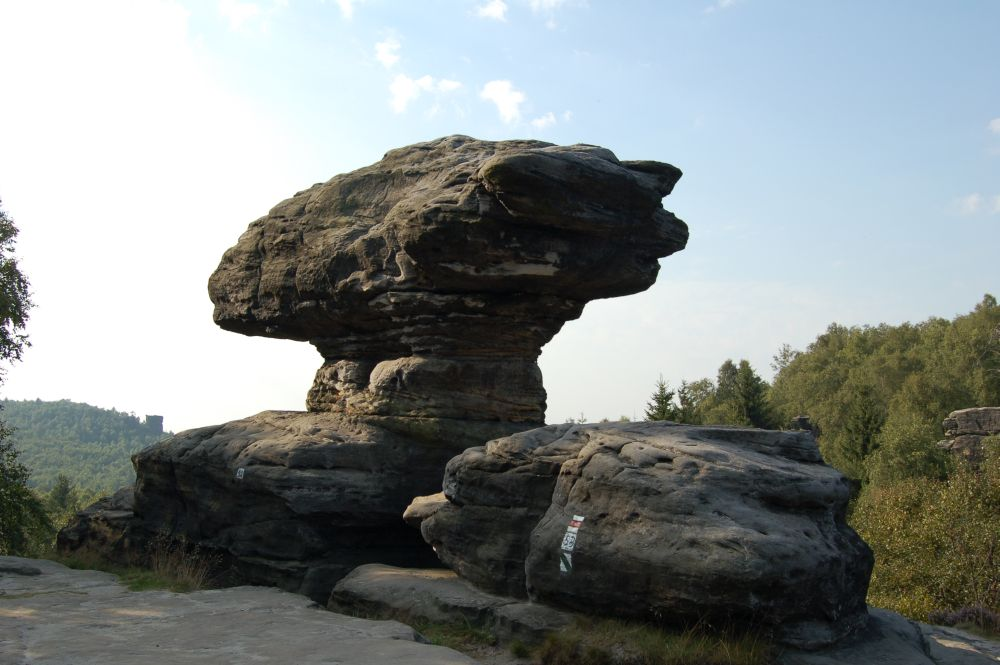
Форма, утворена унаслідок вивітрювання

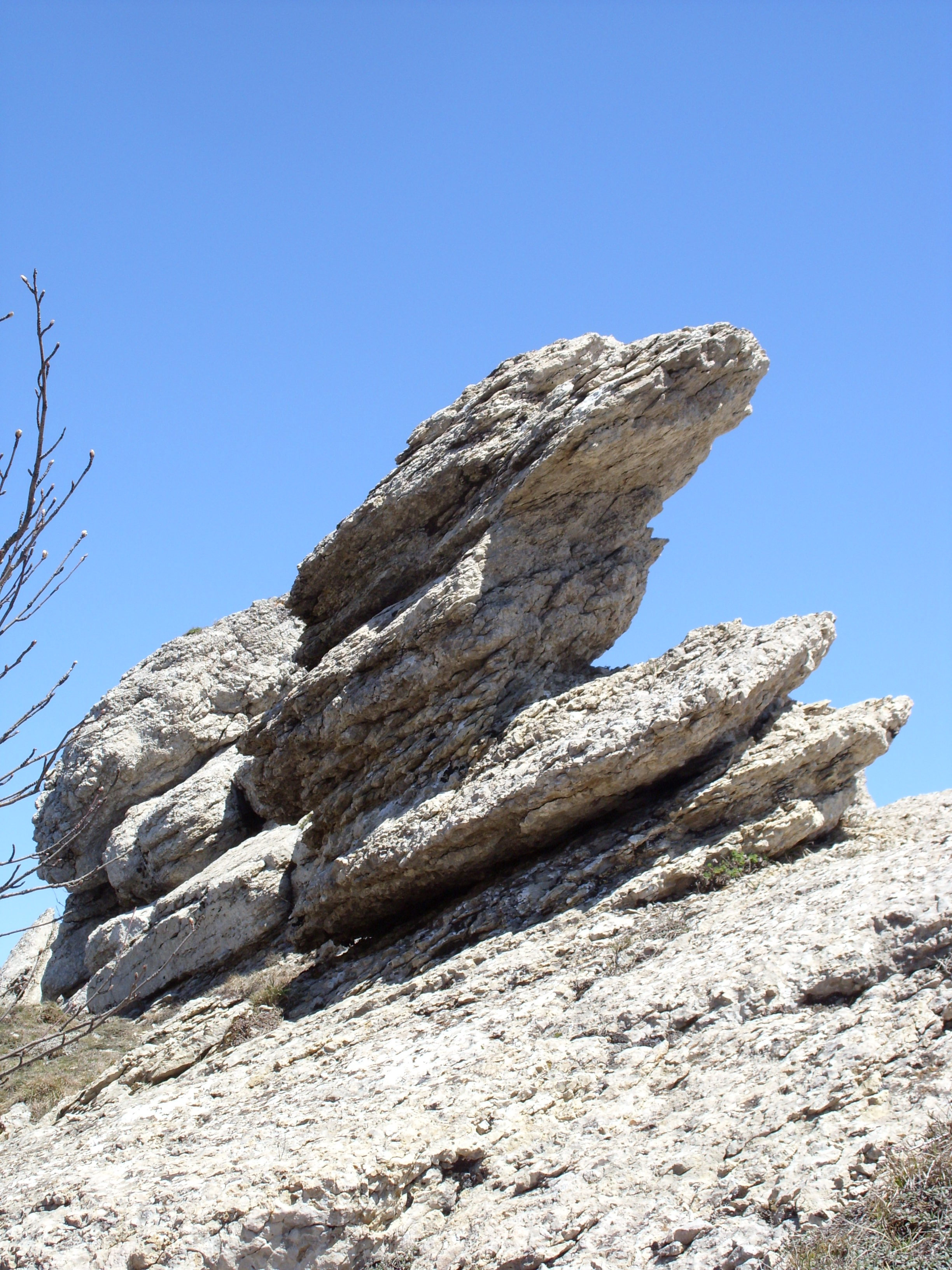
Вивітрювання. Ялтинська Яйла.

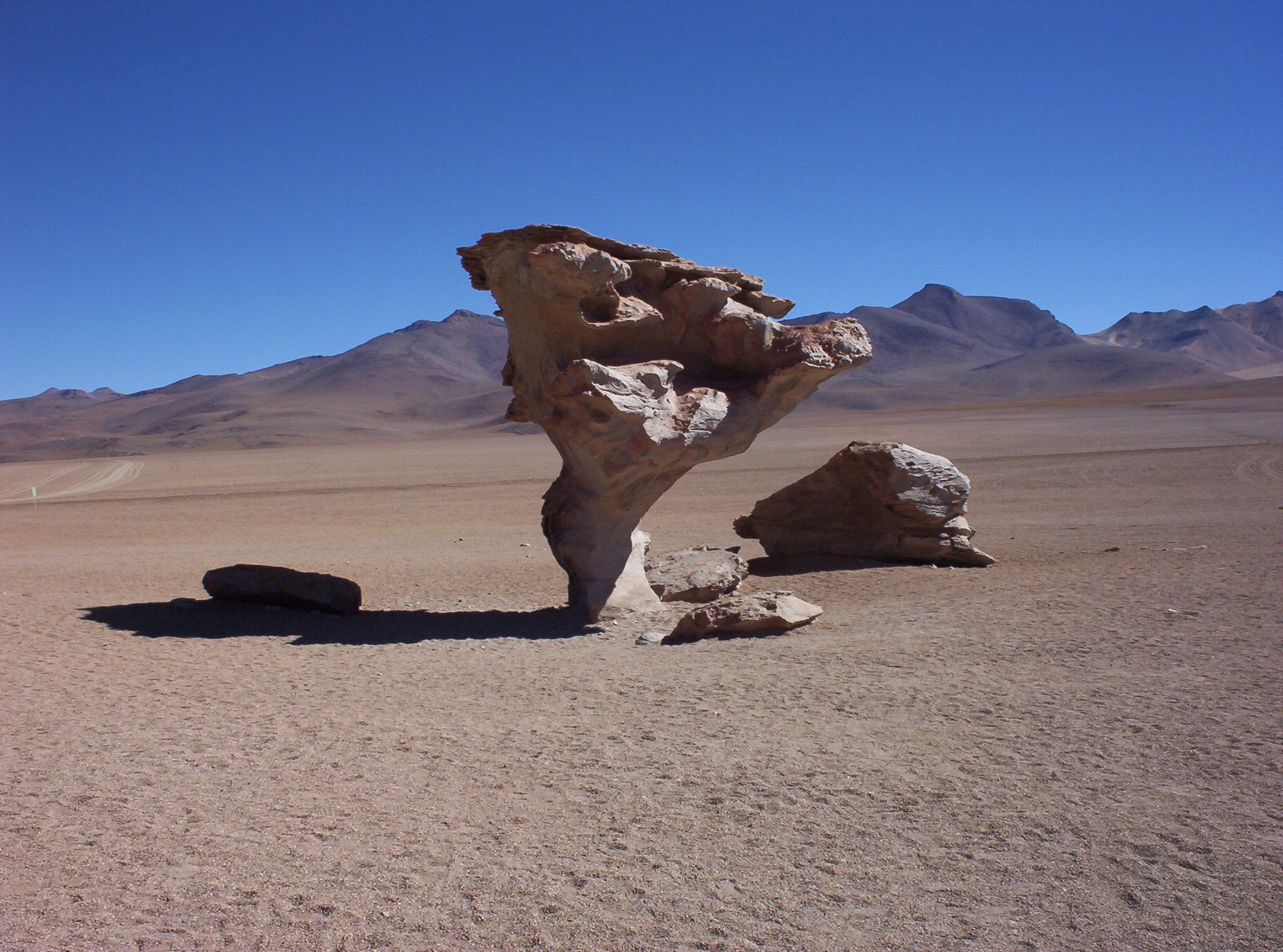
.

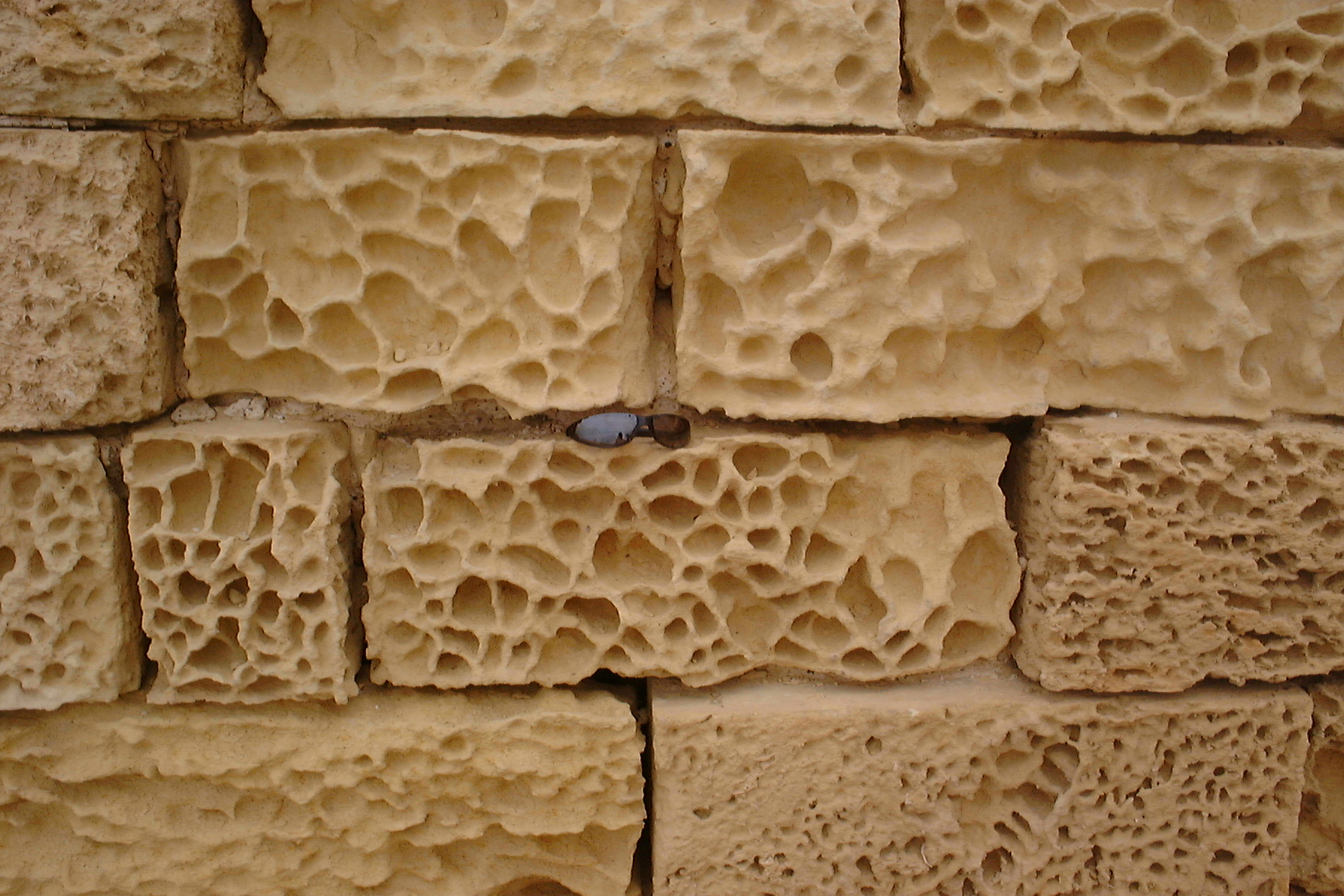
Результати сольового вивітрювання на кам'яній кладці будинку на острові Ґозо, Мальта

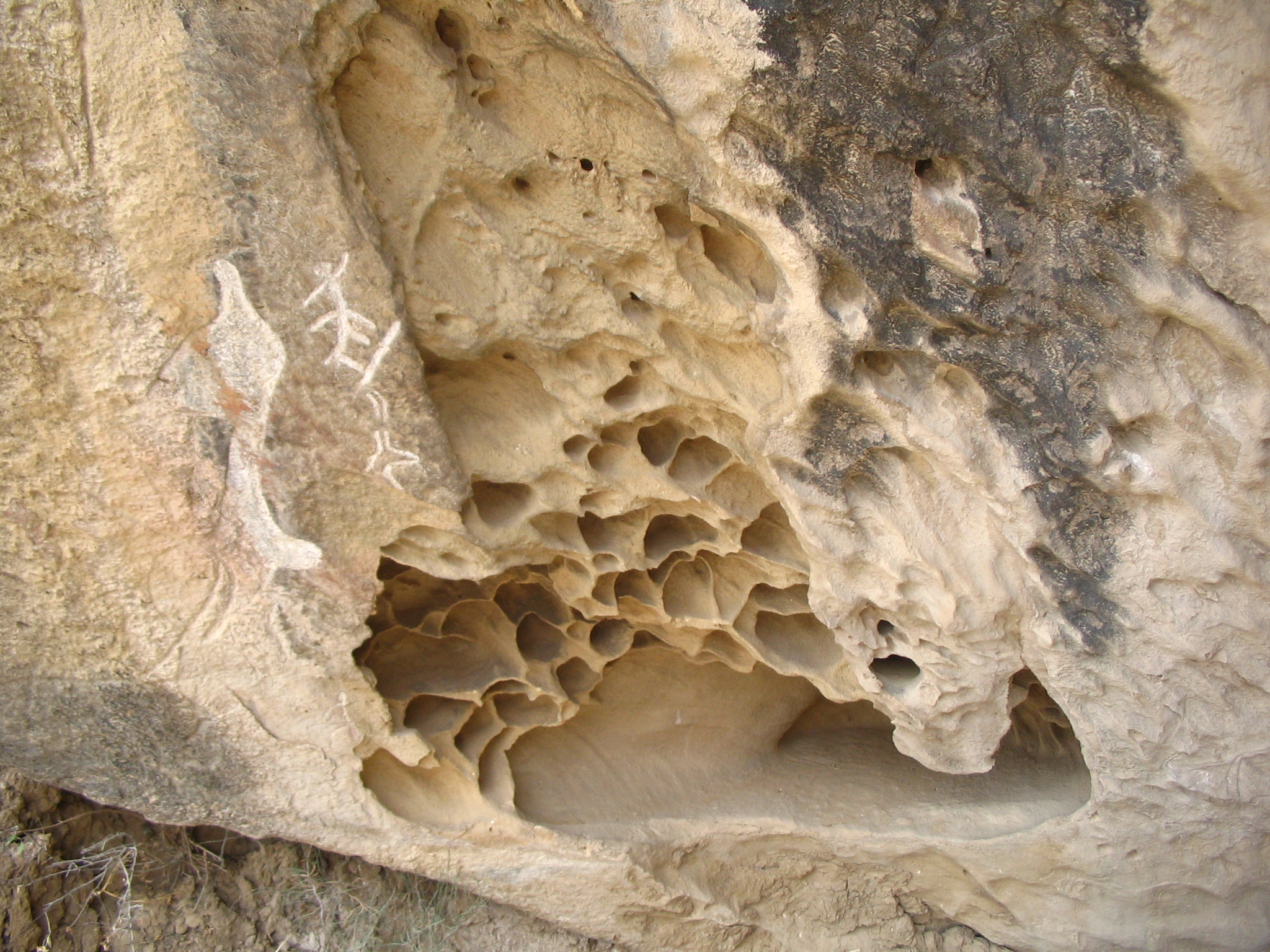
Вивітрювання солей з пісковика поблизу Кобустану, Азербайджан.

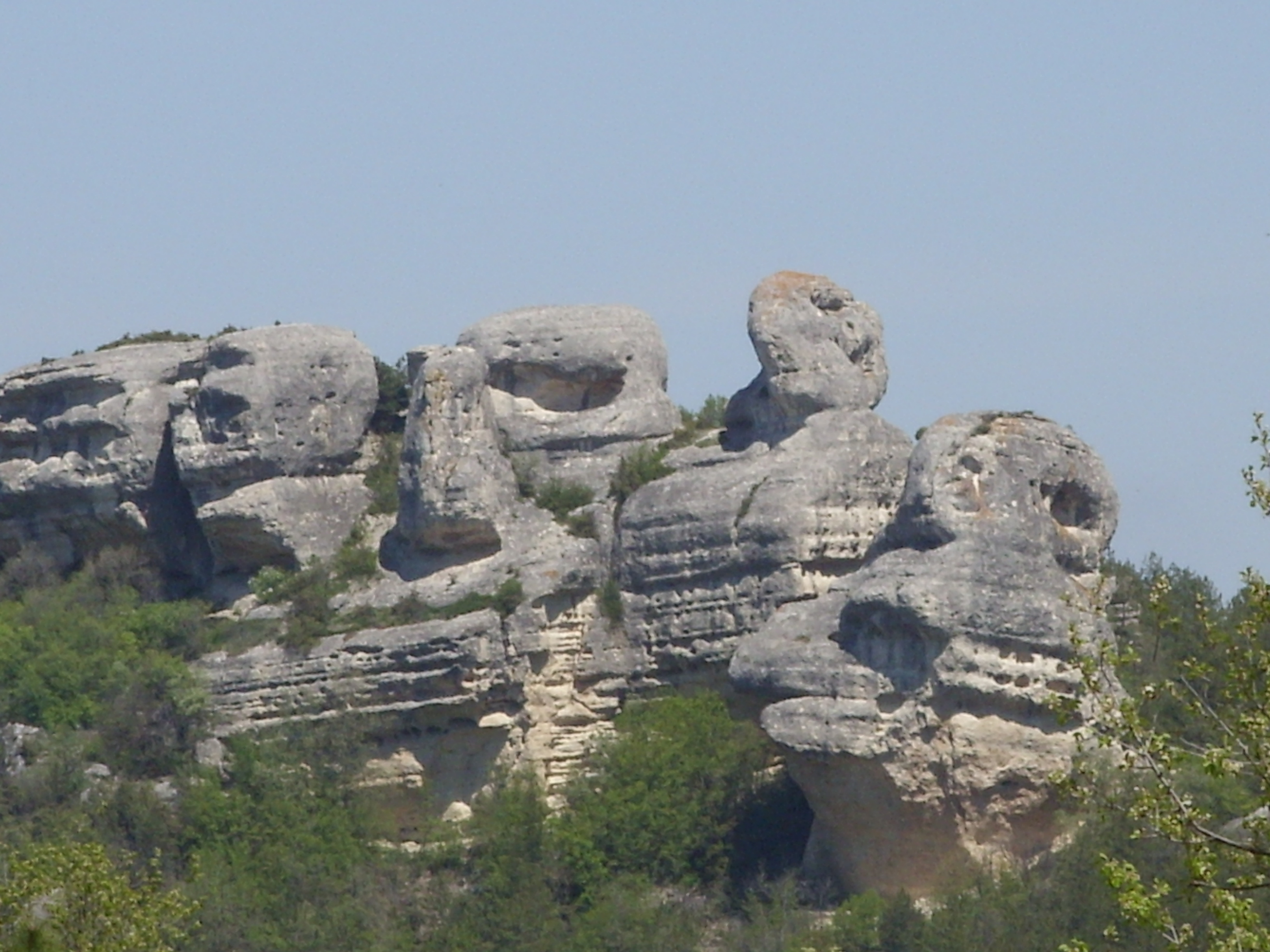
Форма скелі, утворена унаслідок вивітрювання. Крим.

Вивітрювання терикону. Донбас.

Виві́трювання — процес механічного руйнування та хімічної зміни гірських порід і мінералів земної поверхні та приповерхневих шарів літосфери під впливом різноманітних атмосферних агентів, ґрунтових та поверхневих вод, життєдіяльності організмів та продуктів їхнього розкладення. 

## Загальна характеристика
Розрізняють вивітрювання фізичне, хімічне та біологічне.
Розрізняють також наземне (атмосфера) й підводне (гальміроліз) вивітрювання. Процеси вивітрювання спричиняють утворення різних осадових гірських порід та кори вивітрювання.

## Поверхні вирівнювання
Поверхні вирівнювання (рос. поверхности выравнивания, англ. planation surfaces, нім. Einebnungsflächen f pl) – загальна назва рівнинних поверхонь, які виникають у результаті вирівнювання первинно розчленованого рельєфу під впливом різних денудаційних і акумулятивних процесів, інтенсивність яких протягом тривалого часу перевищувала інтенсивність тектонічних рухів. Поверхні вирівнювання характерні як для платформних, так і для складчастих областей.

## Решітка вивітрювання
Решітка вивітрювання (рос. решетка выветривания, англ. stone lattice, stone lace; нім. Steingitter n) – форма вибіркового вивітрювання пісковиків та деяких інших гірських порід, яка спостерігається в умовах сухого клімату. Має вигляд крутих скелястих стін, посічених невеликими (від декількох  до 20 см у діаметрі) напівсферичними заглибленнями у вигляді бджолиних сот. 
Синонім – кам’яна решітка.

## Вивітрювання кристалів
Втрата води гідратами солей внаслідок того, що тиск пари над сіллю стає вищим, ніж тиск насиченої пари в повітрі, де перебуває сіль, наприклад, такими як Na2CO3⋅10H2O.